# Alexandru Jula
Alexandru Jula (n. 24 iulie 1934, Șimleu Silvaniei, România – d. 3 iunie 2018, Galați, România) a fost un interpret român de muzică ușoară. A debutat în televiziune la 23 august 1962, iar la radio pe 1 ianuarie 1963.

## Activitatea profesională
De la 1 octombrie 1954 intră în echipa Teatrului Muzical "Nae Leonard" din Galați, secția estradă. Acolo debutează în spectacolul "Sugestii și reclamații" cu piesele "E toamnă iar" (Șt. Kardoș) și "Povestea cu Ileana Cosânzeana" (Nicolae Kirculescu).
Între 1965-1971 colaborează și la premierele Teatrului "Constantin Tănase" din București ("Carnaval la Tănase", "Aventurile unei umbrele", "Al optulea magnific", etc), numărându-se printre invitații permanenți ai spectacolelor Capitalei. Din 1972, timp de 8 ani, este cooptat și în colectivul Teatrului "Fantasio" din Constanța.
Alături de Ionel Miron și de Ilona Moțica a montat spectacolul "Fantasio Studio 1" jucat în stagiunile 1970/1971 și 1971/1972 ale teatrului constănțean. Tot alături de Ionel Miron a realizat spectacolul gălățean "Doi pe un balansoar... muzical" care a înregistrat peste 350 de reprezentații.
Primul single (realizat în 1966 împreună cu Ionel Miron) este urmat de alte 4 apariții personale, dintre care discul editat în 1968 înregistrează vânzări considerabile (conține piesele "Soția prietenului meu", "Floare albă din Pireu" și coveruri).
De-a lungul timpului a participat la festivaluri naționale și internaționale unde a câștigat mai multe premii:
- Este laureat al Concursului de creație și Interpretare "Melodii '79" pentru interpretarea piesei "Am auzit de dragoste" (V. Veselovschi).
- În 1968 participă la Festivalul de la Berlin.
- În 1978 participă la Festivalul de la Poznan, Polonia.
- La Festivalul de muzica ușoară de la Mamaia participă în 1966 și în 1969.
- In anul 1998, la Constanța primește Diploma de Excelență la Festivalul Național al Teatrelor de Revistă.
- În anul 2000 obține Premiul Național de Revistă.
- În 2002 primește Diploma de Onoare în cadrul Galei Muzicii Ușoare Românești "O zi printre stele" a Ministerului Culturii și Cultelor.
- Tot în anul 2002 este desemnat Cetățean de Onoare al municipiului Galați.

După 2000 este prezentatorul emisiunii "Jula și prietenii", difuzată la TV Galați, unde sunt prezenți invitați de seamă din lumea muzicii ușoare și populare. 
A realizat duete cu interpreta Ioana Sandu, inclusiv publicarea albumelor muzicale- "Un ocean de iubire" (Spiros Galați), "Întoarce, Doamne, anii mei" (Eurostar), "Tu ești visul" (Eurostar) e.

## Distincții
- Ordinul Meritul Cultural clasa a V-a (12 septembrie 1968) „pentru merite deosebite în activitatea muzicală”[1]

## Piese din repertoriu
- "Primul ghiocel" (Elly Roman)
- "Hai să-ti arăt Bucureștiul noaptea" (Sile Dinicu)
- "Nu-s vorbe în zbor" (Vasile V. Vasilache)
- "Nu-ți fie teamă de-un sărut" (Camelia Dăscălescu)
- "Când liliacul va-n flori" (Gelu Mihăilă);
- "Fiindcă astă seară te-ntâlnesc" (Aurel Giroveanu)
- "Iubire târzie de toamnă" (Francisc Reiter)
- "Haz de necaz" (Dumitru Lupu)
- "Ale tale" (Aurel Manolache)
- "Amintiri de vara" (Traian Iordanovici)
- "Cânta o mandolină" (Gherase Dendrino)
- "M-am înșelat" (Francisc Reiter) duet cu Ioana Sandu
- "Prinț și cerșetor" (Ene Stelian) duet cu Ioana Sandu

## Albume
- Mi-ai adus iar primăvara (1968)
- Mă-ntorc la tine (1987)
- Un dor o speranță (1989)
- Iubire târzie (1999)
- Cântați cu bunicul (2001)

## Duetul vocal "Jula și Miron"
Alexandru Jula și Ionel Miron au făcut parte din colectivul artistic al Teatrului Muzical "Nae Leonard" din Galați.

### Piese din repertoriu
Cântă, cântă Dunărea", "Suntem prieteni" (George Grigoriu); "Nu te mai gândi" (Ion Cristinoiu); "Mandoline" (M. Ionescu); "Ale tale" (Aurel Manolache); "La revedere" (Nicolae Kirculescu); "Am auzit de dragoste" (Vasile Veselovschi).